# Juan Manuel Nocheto
Juan Manuel Asencio Nocheto de Castro (Lima, 1784 - Ibídem, 23 de octubre de 1832) fue un religioso y político peruano. Presidente del Congreso Constituyente de 1828.

## Biografía
Hijo de Bartolomé Nocheto Onsa (natural de Savona, en la Liguria italiana), y
María de la O de Castro (natural de Lima). Fue bautizado en la Iglesia de San Sebastián de Lima, el 2 de julio de 1784.
En 1800 ingresó al Seminario de Santo Toribio, donde llegó a ser vicerrector y secretario (1808), así como regente interino de estudios (1810-1811). 
Ordenado como presbítero, en 1812 pasó a encargarse de la parroquia de Lurín, pero al año siguiente retornó al seminario, cuya biblioteca se dedicó a organizar, sobre la base de los libros donados por el arzobispo Bartolomé Maria de las Heras. Poco después, pasó a la parroquia de Pachas, en el partido de Huamalíes, donde fue cura, vicario y juez eclesiástico.
Demostró simpatías por la causa de la Independencia, difundiendo la propaganda patriota y protegiendo a quienes eran perseguidos por sus actividades insurgentes, desde antes de la llegada de la Expedición Libertadora de José de San Martín. Tan así, que promovió la firma de un petitorio que fue elevado al virrey Joaquín de la Pezuela, para instarle a negociar la paz con San Martín, petitorio que fue firmado por 70 vecinos notables de Lima (16 de diciembre de 1820).
Consolidada la independencia del Perú, fue miembro del Congreso General Constituyente de 1827 por la provincia de Huamalíes. Dicho congreso constituyente fue el que elaboró la segunda constitución política del país. Fue elevado a la presidencia del mismo en dos ocasiones, tocándole clausurar sus sesiones, el 16 de junio de 1828. Integró además la comisión permanente que se encargó de constituir el Senado del siguiente Congreso Ordinario, al que se incorporó como senador por el departamento de Junín (1829-1832).
Durante el primer gobierno del mariscal Agustín Gamarra, integró el Consejo de Estado (1831-1832). Nombrado rector del Convictorio de San Carlos, falleció poco después de haber asumido dicha función.